# Columbrianos
Columbrianos es una localidad española perteneciente al municipio de Ponferrada, situada en la comarca de El Bierzo, al noroeste de la provincia de León. Tiene una población de 1315 habitantes (INE, 2021) y se encuentra a unos 2 km del centro de Ponferrada. Limita al norte con San Andrés de Montejos y Cortiguera, al oeste con Fuentesnuevas, al sur con Cuatrovientos y al este con Bárcena del Bierzo.

## Toponimia
El topónimo de Columbrianos aparece ya mencionado en los años 923 y 928 y podría proceder de la forma dialectal leonesa columbriar, relacionada con el latín columen, que evolucionaría a «Columbriano», con el significado de lugar alto desde donde se ve. Otra teoría señala que, a partir de un documento de 1043 en el que aparece el término Coninbrianos, derivaría de Coninbriganos, lo que significaría que el lugar fue repoblado con gentes de Conímbriga (Coímbra).

## Historia
Tiene casas solariegas, como la de Tormaleo y la de Regalao, que fue sede del Ayuntamiento, ya que las posesiones de Columbrianos fueron muy importantes. Por aquella época, alcanzaba hasta el Puente de Cubelos (Puente de Hierro) y era limítrofe con Toral de Merayo que entonces llegaba a La Placa, es decir, Columbrianos ocupaba la mayor parte de lo que hoy es Ponferrada. Como ya hemos dicho anteriormente, Columbrianos es una de las localidades más antiguas de la comarca, muy anterior a la ciudad de Ponferrada y está en pleno Camino de Santiago, ya que antes de que el Obispo Osmundo hiciera el Puente de Hierro (Pons ferrata), pasaban por el río Sil, entre Santo Tomás y Columbrianos para llegar a la Hospedería (Hospital) que aquí existía. Fue cabecera de ayuntamiento entre 1812 y 1814, y entre 1820 y 1823, coincidiendo con la provincia de El Bierzo. Pero desde 1837 está unido a Ponferrada.

## Economía
Es una localidad agrícola y ganadera, ya que sus tierras y climatología posibilitan el cultivo de productos hortícolas y frutales, además de pasto para el ganado. El viñedo tuvo y tiene también especial importancia. Posee una gran extensión de terreno cultivable, aunque es un sector en recesión provocado por su proximidad al entorno urbano. Agrícolamente posee grandes cultivos de todo tipo de alimentos de la zona. Con invernaderos de flores y lechugas ambos para venta directa en la zona. También tiene grandes viñas.

## Patrimonio
La iglesia de San Esteban constituye uno de los principales focos de interés de la zona. Data de 1778, y su torre de espadaña fue reconstruida en 1948, ya que sufrió la caída de un rayo y se derrumbó parte de la misma. Se encuentra separada del centro urbano de la localidad, donde podemos hallar la capilla de San Blas con una imagen en su interior del siglo XVIII y un relieve barroco de la Virgen de La Encina. Además, recientemente, Amador Diéguez Ayerbe realizó una estampa en una de las caras de la fachada, en homenaje a los peregrinos que pasan por la población.

## Fiestas
- Octava del Corpus Christi (junio)
- San Esteban (26 de diciembre)